# 레린 프랑코

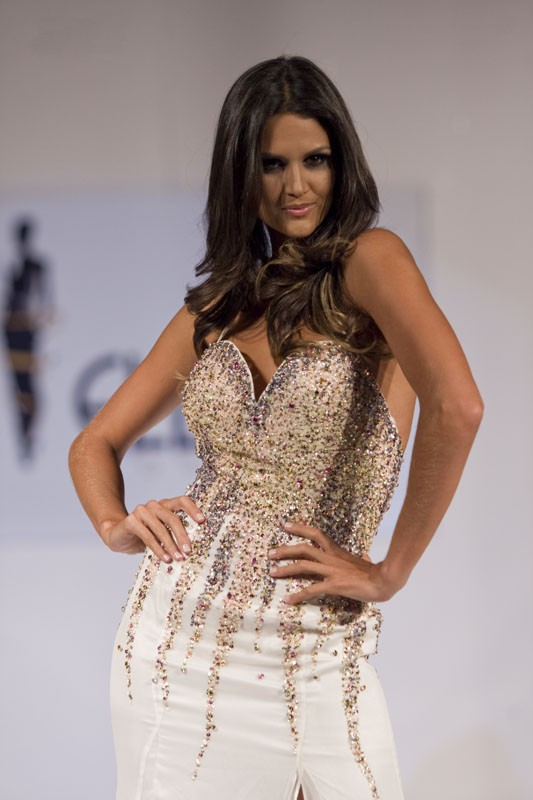
레린 프랑코

레린 프랑코(Leryn Franco, 1982년 3월 1일 ~ )는 파라과이의 육상 선수이다. 모델 관련 활동도 하고 있다.